# عطاف الصاوي
عطاف نبيل الصاوي (8 يناير 2003) هي لاعبة كرة قدم فلسطينية تلعب في خط وسط لنادي النصر ومنتخب فلسطين لكرة القدم للسيدات.

## حياتها المبكرة
ولدت عطاف لأب يحب كرة القدم، وهو الفلسطيني الأردني نبيل الصاوي، وكان أول مدرب لها.

## حياتها المهنية في النوادي

### كرة القدم
لعبت عطاف لصالح نادي النصر السعودي، حيث وُصفت بأنها "نجحت في الفوز بدوري السيدات الممتاز في نسخته الأولى، وكانت من أبرز نجمات الفريق، حيث قدمت أداءً مذهلاً أظهر تألقها وموهبتها في كرة القدم".

### كرة الصالات
لعبت عطاف كرة الصالات الخماسية في البحرين وساعدت النادي على الفوز بالدوري.

## حياتها المهنية العالمية
في شهر أبريل من عام 2023، تلقت عطاف الصاوي أول استدعاء لها من قبل منتخب فلسطين الأول للسيدات، للمشاركة في مباراة ودية مزدوجة أمام السعودية. وفي 2 مايو 2023، أعلنت الصاوي عبر صفحتها على إنستغرام انسحابها من الفريق لأسباب شخصية، وأعربت عن نيتها لتمثيل فلسطين في المستقبل.

## أسلوب اللعب
توصف عطاف بأنها "تحتل مركز لاعب الوسط وتجيد مراكز الخط الدفاعي".

## حياتها الشخصية
تحمل عطاف الجنسيتين الفلسطينية والأردنية. كما تعتبر لاعبَ الكرة الدولي الكرواتي لوكا مودريتش مثلها الأعلى في كرة القدم.

## روابط خارجية
- عطاف الصاوي على Soccerway
- عطاف الصاوي على Player Maker Stats